# Aimo Kaarlo Cajander

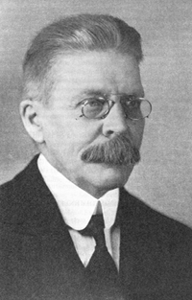
Aimo Kaarlo Cajander

Aimo Kaarlo Cajander [ˈɑi̯mɔ ˈkɑːrlɔ ˈkɑjɑndɛr] (* 4. April 1879 in Uusikaupunki, Russisches Kaiserreich; † 21. Januar 1943 in Helsinki) war ein finnischer Forstwissenschaftler, Geobotaniker und Politiker. Sein offizielles botanisches Autorenkürzel lautet „Cajander“. Einer seiner Söhne, Aimo Aarno Antero Kalela (Cajander bis 1935) (1908–1977), war ein Botaniker.

## Leben
Cajander begann sein Studium der Biologie 1903, ab 1904 studierte er Forstwissenschaften an der Universität München. Von 1911 bis 1934 war er Professor für Forstwissenschaften und Waldbau an der Universität Helsinki und von 1934 bis 1943 Generaldirektor der finnischen Forstverwaltung.
Neben seiner wissenschaftlichen Tätigkeit war Cajander auch Politiker und als solcher finnischer Ministerpräsident von 1922 bis 1924 sowie von 1937 bis 1939. Zudem hatte er den Vorsitz der Nationalen Fortschrittspartei von 1937 bis 1939 inne.
Cajander gab auch dem „Ausrüstungsmodell“ der finnischen Armee während des Sowjetisch-finnischen Krieges (1939–1940) den Namen (Cajander-Modell). Da beim Überfall der Sowjetunion nur diejenigen finnischen Soldaten Uniformen und Gewehre hatten, die gerade in Ausbildung waren, mussten die meisten der neu eingezogenen Soldaten, die vielfach ungedient waren, ihre Waffen selbst mitbringen. Sie kamen auch in ihrer privaten Kleidung und erhielten Abzeichen, die sie als Kombattanten im Sinne der Haager Landkriegsordnung kennzeichneten.
Als Professor für Waldbau in Helsinki erforschte er den Aufbau der Waldgesellschaften und gilt als einer der Begründer der nordeuropäischen Schule der Vegetationsökologie.
Bei seiner pflanzensoziologischen Klassifikation, die er 1909 veröffentlichte, werden die Gesellschaften nicht nach der dominanten Art der Baumschicht, sondern nach vorherrschenden Pflanzen der Kraut-Zwergstrauch-Schicht und der Bodenschicht (Moos-Flechten-Decke) unterschieden und benannt. Sie ordnet einem bestimmten Waldtyp alle diejenigen Bestände zu, die im reifen Zustand und bei geschlossenem Baumbestand durch gleiche floristische Zusammensetzung und gleiche ökologisch-biologische Eigenschaften der Pflanzen der Unterschicht gekennzeichnet sind.

## Schriften
- Die Alluvionen des unteren Lena-Thales, Band 1; 1903
- Beiträge zur Kenntniss der Vegetation der Alluvionen des Nördlichen Eurasiens; 1903
- Studien über die Vegetation des Urwaldes am Lena-Fluß; 1904
- Die Alluvionen des Onega-Thales, Band 2; 1905
- Beiträge zur Kenntniss der Vegetation der Alluvionen des nördlichen Eurasiens; 1908
- Die Alluvionen der Tornio- und Kemi-Thäler, Band 3; 1909
- Ueber Waldtypen; 1909
- Der Anbau ausländischer Holzarten als forstliches und pflanzengeographisches Problem; 1923
- Forstlich-geographische Übersicht Finnlands; 1923
- Über das Verhältnis zwischen Waldzuwachs und Holzverbrauch in Finnland; 1923
- Über die Verteilung des fruchtbaren Bodens in Finnland und über den Einfluss dieser Verteilung auf die wirtschaftlichen Verhältnisse im Lande; 1923
- Was wird mit den Waldtypen bezweckt?; 1923
- Die forstliche Bedeutung der Waldtypen; 1926
- The Theory of forest types; 1926
- Wesen und Bedeutung der Waldtypen; 1927
- Die Organisation der forstwissenschaftlichen Forschungsarbeit in Finnland; 1931
- Tieteellinen tutkimustyö sekä korkein opetis maatalouden ja metsätalouden alalla; 1931
- Le Comité national du fonds d'assistance pour la population civile de Finlande pendant la guerre entre la Finlande et l’Union soviétique, et après: conférence […]; 1940
- Forest types and their significance; 1949
- Der gegenseitige Kampf in der Pflanzenwelt; o. J.